# 硫代酸盐矿物

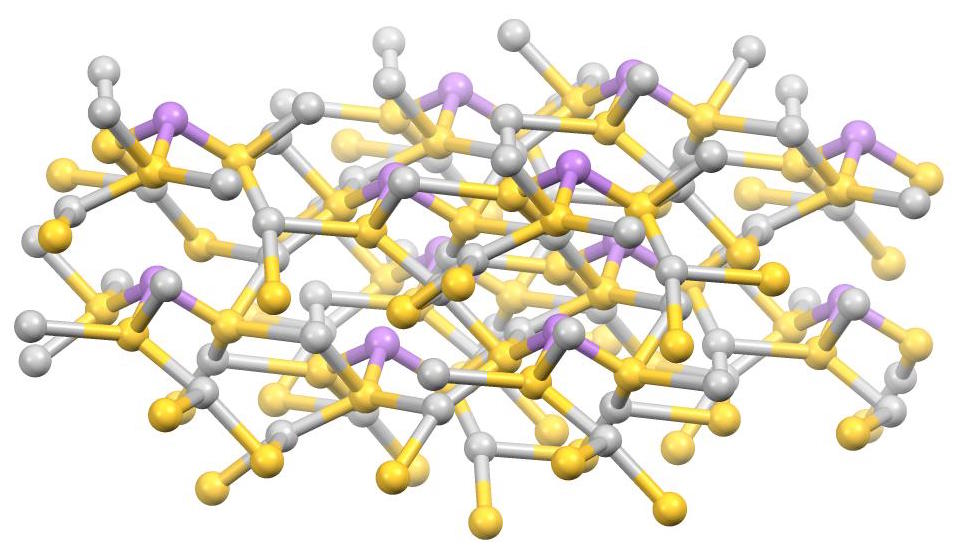
淡红银矿(Ag_{3}AsS_{3})的晶体结构，一种典型的硫代酸盐矿物，可以视作银离子(Ag^{+})的三硫代亚砷酸盐([AsS_{3}]^{3−})。硫代酸盐矿物的特征结构是M-S-M'桥键，其中M和M'是不同的金属或半金属元素。

硫代酸盐矿物是指化学组成具有通式AmBnSp的一类矿物，其中A是金属元素，例如铜、铅、銀、铁、汞、锌、钒，B通常是类金属元素，例如砷、锑、铋，罕见锗，或者金属元素如锡、罕见钒。S可以是硫，也可以是同属硫族的硒、碲。在尼克尔-斯特伦茨分类中硫代酸盐矿物归于“硫化物与硫代酸盐矿物”集合。

## 列表
已发现的硫代酸盐矿物有200来种。一些例子有：

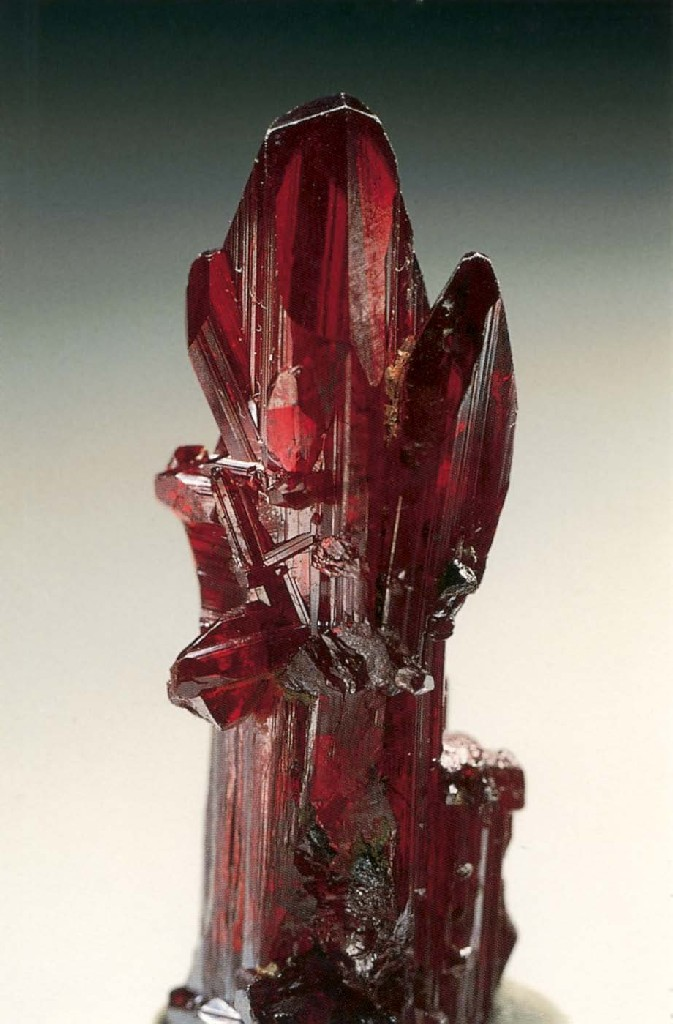
淡红银矿标本。硫代酸盐矿物通常是深色的

- A3BX3类
  - 浓红银矿 Ag3SbS3
  - 淡红银矿 Ag3AsS3
  - 黝銅礦 Cu12Sb4S13
  - 砷黝铜矿 Cu12As4S13
- A3BX4类
  - 硫砷铜矿 Cu3AsS4
  - 硫钒铜矿 Cu3VS4
  - 硫锑锰银矿 Ag4MnSb2S6
  - 砷硫锑铅矿 Pb14(Sb,As)6S23
  - 细硫砷铅矿 Pb9As4S15
- A2BX3类
  - 車輪礦 PbCuSbS3
  - 硫砷铅铜矿 PbCuAsS3
  - 针硫铋铅矿 PbCuBiS3
- ABX2类
  - 硫锑铅矿 Pb5Sb4S11
  - 硫银铋矿 AgBiS2
  - 斜硫砷银矿 AgAsS2
  - 硫铜锑矿 CuSbS2
  - 硫铜铋矿 CuBiS2
  - 笼铅矿 PbSnS2
- A2B2X5类
  - 辉锑银铅矿 Ag3Pb6Sb11S24
  - 脆硫锑铅矿 Pb4FeSb6S14
  - 斜方辉铅铋矿 Pb2Bi2S5
- A2B3X6类
  - 锑铅银矿 PbAgSb3S6
  - 硬硫铋铅铜矿 Pb3Cu3Bi7S15
- AB2X4类
  - 辉锑铅矿 Pb9Sb22S42
  - 辉锑铁矿 FeSb2S4
  - 圆柱锡矿 Pb3Sn4FeSb2S14

## 合成硫代酸盐
实验室合成能制备自然界中未发现过的硫代酸盐化合物结晶。